# Pit Martin
Hubert Jacques Martin, detto Pit (Noranda, 9 dicembre 1943 – Rouyn-Noranda, 30 novembre 2008), è stato un hockeista su ghiaccio canadese.

## Biografia
Nel corso della sua carriera ha giocato con Hamilton Tiger Cubs (1959/60), Hamilton Red Wings (1960-1962, 1961-1963), Detroit Red Wings (1961/62, 1963-1965, 1965/66), Pittsburgh Hornets (1962-1964, 1965/66), Boston Bruins (1965-1967), Chicago Black Hawks (1967-1978) e Vancouver Canucks (1977-1979).
Ha vinto il Bill Masterton Memorial Trophy nel 1970.
Per quattro volte è stato incluso nel National Hockey League All-Star Game (1971, 1972, 1973, 1974).
Il 30 novembre 2008 Martin è morto essendo coinvolto in un incidente in motoslitta sul lago Kanasuta, vicino a Rouyn-Noranda. Due giorni dopo i sommozzatori della polizia provinciale del Québec hanno recuperato il corpo di Martin dal lago ghiacciato.